# Тода (язык)
Тода (தோதா) — язык народа тода, относящийся к дравидийской семье языков. Распространён в Индии в штате Тамилнад, в регионе Нилгири. Количество говорящих — 1100 человек (2007). По сравнению с другими дравидийскими языками, язык тода имеет необычно сложную фонетику — 8 гласных звуков и большое количество фрикативных и дрожащих согласных звуков.

## Фонология
Для дравидийской семьи языков, 16 гласных тода — необычайно большое число. В языке имеется 8 гласных, каждая из которых может быть долгой и короткой. Фонема [e] имеет особенность — в случае долготы произносится как [æː].

### Гласные
|         | Передние | Передние | Средние | Средние | Задние | Задние |
| Н.О.    | О.       | Н.О.     | О.      | Н.О.    | О.     |        |
| ------- | -------- | -------- | ------- | ------- | ------ | ------ |
| Верхние | i        | y        | ɨ       |         |        | u      |
| Средние | e        |          |         | ɵ       |        | o      |
| Нижние  | æː       |          |         |         | ɑ      |        |

### Согласные
|                     | Билабиальные | Дентальные | Дентальные | Апикальные- Альвеолярные | Апикальные- Альвеолярные | Отодвинутые альвеолярные | Отодвинутые альвеолярные | Ламинальные Палатально — альвеолярные согласные | Ретрофлексные    | Ретрофлексные | Палатальные | Велярные |
| обычные             | Билабиальные | Сибилянты  | обычные    | палатализованные         | обычные                  | палатализованные         | обычные                  | Ламинальные Палатально — альвеолярные согласные | палатализованные |               | Палатальные | Велярные |
| ------------------- | ------------ | ---------- | ---------- | ------------------------ | ------------------------ | ------------------------ | ------------------------ | ----------------------------------------------- | ---------------- | ------------- | ----------- | -------- |
| Носовые             | m            |            |            |                          |                          | n̠                        |                          |                                                 | ɳ                |               |             |          |
| Взрывные/ Aффрикаты | p b          | t̪ d̪        | ts̪ dz̪      |                          |                          | t̠ d̠                      |                          | tʃ d̻ʒ                                           | ʈ ɖ              |               |             | k g      |
| Спиранты (Боковые)  | f            | θ          | s̪          |                          |                          | s̠                        |                          | ʃ ʒ                                             | ʂ ʐ              |               |             | x (ɣ)    |
| Спиранты (Боковые)  |              | ɬ̪          |            |                          |                          |                          |                          |                                                 | ɬ̢                |               |             |          |
| Аппроксиманты       |              |            |            |                          |                          |                          |                          |                                                 |                  |               | j           | w        |
| Аппроксиманты       |              | l̪          |            |                          |                          |                          |                          |                                                 | ɭ                |               |             |          |
| Дрожащие            |              |            |            | r̘                        | r̘ʲ                       | r̠                        | r̠ʲ                       |                                                 | ɽ͡r               | ɽ͡rʲ           |             |          |